# Корбела, Ярослав
Ярослав Корбела (чеш. Jaroslav Korbela, родился 25 мая 1957 в Ческе-Будеёвице) — бывший чехословацкий хоккеист, нападающий. Серебряный призёр Олимпийских игр 1984 года.

## Биография
Ярослав Корбела начал свою карьеру в клубе «Ческе-Будеёвице». С 1977 года играл в чемпионате Чехословакии за основную команду. В 1978 году на два года перешёл в армейскую команду «Дукла Тренчин». В 1980 году вернулся в «Ческе-Будеёвице», где провёл следующие 8 сезонов. В 1988 году перебрался за границу, играл во Франции и в Австрии. В 1991 году завершил карьеру.
С 1980 по 1985 год играл за сборную Чехословакии. В составе чехословацкой сборной становился серебряным призёром Олимпийских игр 1984 года и чемпионата мира 1982 года, а также бронзовым призёром чемпионата мира 1981 года.

## Достижения
- Серебряный призёр Олимпийских игр 1984
- Серебряный призёр чемпионата мира 1982
- Серебряный призёр чемпионата Чехословакии 1981
- Бронзовый призёр чемпионата мира 1981
- Бронзовый призёр молодёжного чемпионата мира 1977

## Статистика
- Чемпионат Чехословакии — 347 игр, 186 очков (86+100)
- Сборная Чехословакии — 78 игр, 10 шайб
- Всего за карьеру — 425 игр, 96 шайб